# Анита Дарк
Ани́та Дарк (англ. Anita Dark, наст. имя — Ани́та Пергер, венг. Perger Anita; 11 апреля 1975) — фотомодель и стриптизёрша венгерского происхождения, бывшая порноактриса. Снималась в порнофильмах со сценами орального и анального секса, двойного проникновения.

## Порно-карьера

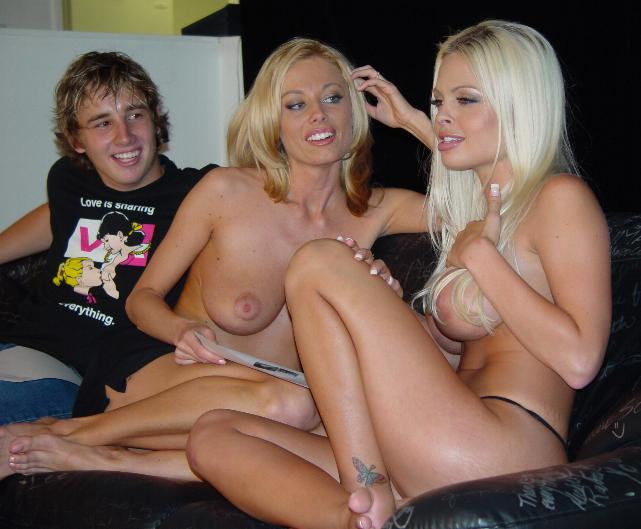
Анита Дарк и Джесси Джейн

Карьера Аниты Дарк начинается после присуждения ей звания Мисс Будапешт в 1994 году. В том же году она становится фотомоделью и делает первые пробы в порнобизнесе. В 1995 году она снимается в порнофильме «Наваждение Лауры», который приносит ей известность. В 1996 году перебирается в США (Орландо), где участвует в таких сериалах, как «Pick-Up Lines», «Dirty Debutantes» и «Most Wanted». Одним из лучших фильмов этого времени некоторые считают «World Sex Tour 10».
Сексуальными партнёрами Аниты были: Марк Дэвис, Винс Войер, Питер Норт, Рокко Сиффреди, Шон Майклс.
С 2001 года Анита прекратила сниматься в порнофильмах, однако продолжает сниматься для мужских журналов и танцевать стриптиз на фешенебельных курортах Беверли-Хиллз. Для поддержания формы она 4 раза в неделю занимается фитнесом.

## Премии и номинации
- 1995. Лучшая актриса (Кинофестиваль Марио Сальери, Италия)
- 1996. Лучшая актриса (Фестиваль в Брюсселе)
- 1997. Лучшая актриса (Фестиваль в Брюсселе)